# Atemmuskulatur
Als Atemmuskulatur werden diejenigen Skelettmuskeln bezeichnet, die zu einer Ausdehnung oder Verengung des Brustkorbs und damit zur Ein- bzw. Ausatmung führen. Der wichtigste Atemmuskel ist das Zwerchfell (Diaphragma), des Weiteren gehören die Interkostalmuskeln und Unterrippenmuskeln sowie die Atemhilfsmuskeln zur Atemmuskulatur. Die jeweils in Aktion tretenden Muskeln hängen stark von der Atemtechnik (Brustatmung oder Bauchatmung) ab.
Bei der normalen Atmung spielen die Muskeln nur für die Inspiration (Einatmung) eine Rolle. Hierzu ist eine Ausdehnung des Brustkorbes erforderlich, die durch sogenannte Inspirationsmuskeln („Inspiratoren“) realisiert wird. Sie erzeugen einen erhöhten Unterdruck im Pleuraspalt und damit eine Erweiterung der Lungen, wodurch Luft angesaugt wird. Die Ausatmung erfolgt dagegen zumeist passiv durch Erschlaffen dieser Muskeln. Aufgrund der elastischen Fasern im Lungengewebe zieht sich dieses zusammen und presst die Luft aus den Lungen. Erst bei verstärkter Atmung oder bei Lungenerkrankungen muss die Ausatmung (Exspiration) auch durch Hilfsmuskulatur (Exspirationsmuskeln, „Exspiratoren“) unterstützt werden.

## Inspiratorische Atemmuskeln (Einatmung)
- Zwerchfell (Diaphragma)
- Musculi intercostales externi (äußere Zwischenrippenmuskeln)
- Musculi intercartilaginei, also der Teil der inneren Zwischenrippenmuskeln, der zwischen den Rippenknorpeln verläuft

## Inspiratorische Atemhilfsmuskeln (Einatmung)
- Musculi levatores costarum
- Musculi scaleni
- Musculus serratus anterior (vorderer Sägemuskel)
- Musculus serratus posterior superior (hinterer oberer Sägemuskel)
- Musculus serratus posterior inferior (hinterer unterer Sägemuskel)
- Musculus pectoralis minor et major (bei aufgestütztem Arm)
- Musculus sternocleidomastoideus
- Musculus erector spinae
- Musculus rectus thoracis

## Exspiratorische Atemmuskeln (Ausatmung)
- Musculi intercostales interni et intimi (innere Zwischenrippenmuskeln)
- Musculi subcostales (Unterrippenmuskeln)

## Exspiratorische Atemhilfsmuskeln (Ausatmung)
Die exspiratorischen Atemhilfsmuskeln unterstützen die Ausatmung (Auxiliaratmung):
- Musculus obliquus externus abdominis
- Musculus obliquus internus abdominis
- Musculus transversus abdominis
- Musculus transversus thoracis
- Musculus latissimus dorsi („Hustenmuskel“)
- Musculus retractor costae (beim Menschen nicht angelegt)
- Musculus quadratus lumborum
- Musculus rectus abdominis